# Idea Prokom Open 2002
Idea Prokom Open 2002 - чоловічий і жіночий тенісний турнір, що проходив на відкритих кортах з ґрунтовим покриттям у Сопоті (Польща). Належав до серії International в рамках Туру ATP 2002, а також серії Tier III в рамках Туру WTA 2002. Тривав з 21 до 28 липня 2002 року.

## Фінальна частина

### Одиночний розряд, чоловіки
Хосе Акасусо —  Франко Скілларі 2–6, 6–1, 6–3
- Для Акасусо це був єдиний титул за сезон і 1-й — за кар'єру.

### Одиночний розряд, жінки
Дінара Сафіна —  Генрієта Надьова 6–3, 4–0 (Nagyová знялася)
- Для Сафіної це був єдиний титул за сезон і 1-й — за кар'єру.

### Парний розряд, чоловіки
Франтішек Чермак /  Леош Фридль —  Джефф Кутзе /  Натан Гілі 7–5, 7–5
- Для Чермака це був 2-й титул за сезон і 2-й - за кар'єру. Для Фридля це був єдиний титул за сезон і 2-й - за кар'єру.

### Парний розряд, жінки
Світлана Кузнецова /  Аранча Санчес Вікаріо —  Євгенія Куликовська /  Катерина Сисоєва 6–2, 6–2
- Для Кузнецової це був 1-й титул за рік і 1-й — за кар'єру. Для Санчес Вікаріо це був 3-й титул за сезон і 98-й — за кар'єру.